# Batrachylidae
Batrachylidae is een familie van kikkers (Anura). De groep werd voor het eerst wetenschappelijk beschreven door José María Alfonso Félix Gallardo in 1965.
De groep werd lange tijd als een onderfamilie van de familie Ceratophryidae gezien. Er zijn twaalf soorten in vier geslachten, inclusief het pas in 2011 beschreven geslacht Chaltenobatrachus. Alle soorten komen voor in delen van Zuid-Amerika en leven in de landen Chili en Argentinië.

## Taxonomie
Familie Batrachylidae
- Geslacht Atelognathus Lynch, 1978
- Geslacht Batrachyla Bell, 1843
- Geslacht Chaltenobatrachus Basso, Úbeda, Bunge, and Martinazzo, 2011
- Geslacht Hylorina Bell, 1843

Allophrynidae · 
Alsodidae · 
Alytidae · 
Aromobatidae · 
Arthroleptidae · 
Myobatrachidae · 
Batrachylidae · 
Blaasoppies · 
Bombinatoridae · 
Boomkikkers · 
Brachycephalidae · 
Calyptocephalellidae · 
Ceratobatrachidae · 
Ceratophryidae · 
Conrauidae · 
Craugastoridae · 
Cycloramphidae · 
Dicroglossidae · 
Echte kikkers · 
Eleutherodactylidae · 
Fluitkikkers · 
Glaskikkers · 
Gouden kikkers · 
Graafkikkers · 
Hemiphractidae · 
Hylodidae · 
Knoflookpadden · 
Limnodynastidae · 
Megophryidae · 
Mexicaanse gravende padden · 
Micrixalidae · 
Microhylidae · 
Nasikabatrachidae · 
Nieuw-Zeelandse oerkikkers · 
Nyctibatrachidae · 
Odontobatrachidae · 
Odontophrynidae · 
Padden · 
Pelodytidae · 
Petropedetidae · 
Phrynobatrachidae · 
Pijlgifkikkers · 
Ptychadenidae · 
Pyxicephalidae · 
Ranixalidae · 
Rhinodermatidae · 
Rietkikkers · 
Scaphiopodidae · 
Schuimnestboomkikkers · 
Seychellenkikkers · 
Spookkikkers · 
Staartkikkers · 
Telmatobiidae · 
Tongloze kikkers